# Iphitime cuenoti
Iphitime cuenoti är en ringmaskart som beskrevs av Fauvel 1914. Iphitime cuenoti ingår i släktet Iphitime och familjen Dorvilleidae. Arten har ej påträffats i Sverige. Inga underarter finns listade i Catalogue of Life.